# Temple în Thailanda
Templele thailandeze (denumite wat în limba thailandeză) sunt cele mai de seamă exemple ale arhitecturii thailandeze, construite într-o perioadă mai apropiată de zilele noastre. 
Templul este format dintr-o îngrămădire de clădiri, care în totalitatea lor compun mănăstirea respectivă, deși fiecare clădire are o destinație specială. Templul principal, centrul întregului complex, se numește “bote” și are o formă dreptunghiulară. Încăperea bote-ului, largă de obicei, are o parte centrală despărțită de două alte încăperi laterale prin două rânduri de coloane. Totul este ornamentat cu sculpturi și gravuri, iar plafonul, făcut din lemn, poartă figuri care imită stelele. La fel de îmbelșugat ornamentate sunt și coloanele masive, cu gravuri și picturi reprezentând de obicei scene din Ramayana.
În mijlocul încăperii se găsesc câteva statui reprezentându-l pe Buddha în mai multe poziții, denumite “grupul lui Buddha”. În fața acestui grup se găsesc cele trei intrări mai mari, din totalul de șase.
Numai în Bangkok se găsesc 400 de temple budiste. De altfel, capitala este centrul religios al țării, precum și un centru important al întregului cult budist.
Aici se află Reședința regală, ce include palate, săli oficiale, clădirile parlamentului, o mănăstire budistă cu temple, precum și vechea pagodă Chedis, acoperită cu frunze de aur.  
Una dintre cele mai vechi clădiri, datând din 1783, este pagoda în cinci trepte, care a fost prima sală a încoronării pentru dinastia Chakkri. Aici se află tronul negru al lui Rama I, bătut în sidef, un al doilea tron regal și patul regelui. Pe pereții vopsiți în verde și auriu sunt pictați îngeri ieșind din flori de lotus.
Complexul adăpostește și „Mănăstirea lui Buddha de Smarald”; Wat Phra Keo este unul dintre cele mai grăitoare exemple de temple ridicate conform tradiției locale. Douăsprezece sulpturi enorme reprezentând iaci, străjuiesc cele șase porți de intrare, în calitate de paznici și mesageri ai fericirii totodată. Statui animaliere – elefanți, vite, lei – precum și statui ale unor creaturi mitice, se regăsesc în exteriorul celorlalte clădiri.
O sală dreptunghiulară, cu zidurile exterioare vopsite în albastru și auriu și având un acoperiș în trepte, decorat cu mici orologii, adăpostește cel mai sfânt simbol al regatului: „Buddha de Smarald”– o statuie de numai 66 de centimetri, așezată pe un postament înalt de 11 metri.
O serie de legende circulă asupra originii acestei statui. Cea mai verosimilă este cea conform căreia statuia a fost găsită în orașul Chiang Rai, în 1436, de armatele thailandeze. Apoi a urmat drumul bătăliilor, soarta sa fiind determinată de cursul îndelungatelor războaie care au răscolit această regiune. Oștile victorioase au luat totdeauna cu ei statuia lui Buddha și au păstrat-o în capitala lor. În sfârșit, în 1782, ea a ajuns la Bangkok.
În 1784, regele Rama I a proclamat statuia verde drept simbol sfânt apărător al dinastiei Chakkri. Credincioșii thailandezi i-au dedicat micului Buddha un templu pe care l-au decorat cu doisprezece garuda, animale simbolice, preluate din panteonul zeului hindus Vishnu. Pentru ca Buddha să nu stea gol în templu, i-a fost făcută o căsuță din aur încrustat cu pietre prețioase. Anual au loc trei mari ceremonii rituale – a sezonului ploios, a celui cald și a celui rece, când protectorul sacru al Thailandei își schimbă veșmintele.
Un alt monument arhaic aflat în capitala thailandeză este Wat Pho. Templul, cel mai mare și mai vechi din Thailanda, are patru încăperi pentru adunări, 95 de racle pentru relicve și 400 de statui ale lui Buddha. 
O altă așezare plină de semnificație pentru budiștii thailandezi este Nakorn Pathom. Situată la 48 km vest de Bangkok, fondată în jurul anului 50 e.n., zona e plină de semnificație pentru budiști, fiind locul de unde s-a răspândit budismul în toată țara.
În Nakorn Pathom se află templul Phra Pathom. Ridicându-se către cer la o înălțime de circa 127 m, este cea mai înaltă stupă din lume. Phra Pathom este emblema și simbolul orașului; zeci de mii de vizitatori vin aici în fiecare an pentru a se închina lui Buddha.